# Hard Again
| Оценки критиков      | Оценки критиков |
| Источник             | Оценка          |
| -------------------- | --------------- |
| AllMusic             | [ 1 ]           |
| Blender              | [ 2 ]           |
| Robert Christgau     | A               |
| Down Beat            | [ 4 ]           |
| Q                    | [ 4 ]           |
| Rolling Stone (1977) | favorable       |
| Rolling Stone (2004) | [ 6 ]           |
| Yahoo! Music         | favorable       |

Hard Again — 12-й студийный альбом американского блюзового музыканта Мадди Уотерса, выпущенный в январе 1977 года на лейбле Blue Sky Records. Продюсером диска стал Джонни Винтер.

## История
Релиз диска состоялся 10 января 1978 года на новом лейбле Blue Sky Records, так как Мадди Уотерс расстался с прежней студией звукозаписи Chess Records. «Hard Again» получил положительные отзывы музыкальной критики. Альбом в 1978 году получил премию «Грэмми» в категории «Лучшая запись этнического или традиционного фолка» во время 21-й церемонии (15 февраля 1978 года, Лос-Анджелес).

## Список композиций
Композитор всех треков McKinley Morganfield, то есть сам Мадди Вотерс (кроме специально указанных)
1. «Mannish Boy» (Морганфилд, Ellas McDaniel, Mel London) — 5:23
2. «Bus Driver» (Морганфилд, Terry Abrahamson) — 7:44
3. «I Want to Be Loved» (Вилли Диксон) — 2:20
4. «Jealous Hearted Man» — 4:23
5. «I Can’t Be Satisfied» — 3:28
6. «The Blues Had a Baby and They Named It Rock And Roll, Pt. 2» (Морганфилд, Brownie McGhee) — 3:35
7. «Deep Down in Florida» — 5:25
8. «Crosseyed Cat» — 5:59
9. «Little Girl» — 7:06

## Участники записи
- Мадди Уотерс — вокал и гитара
- Боб Марголин — гитара
- Пайнтоп Перкинс — фортепиано
- Джеймс Коттон — гармоника
- Willie «Big Eyes» Smith — ударные
- Чарльз Калмези — бас-гитара
- Джонни Винтер — гитара, продюсер
- Дейв Стилл — звукоинженер
- Энди Манганелло — звукоинженер
- Джозеф М. Палмаччио — мастеринг
- Эл Кваглиери — продюсер переиздания
- Крис Теис — звукоинженер